# Refractor Engine
Refractor Engine é um motor de jogo desenvolvido pelo estúdio Refraction Games em Estocolmo, sendo primeiramente usado no jogo de computador Codename Eagle, o qual foi lançado em Novembro de 1999. Depois a Refraction Games foi comprada pela ex-Digital Illusions CE (agora EA Digital Illusions Creative Entertainment) e o time da ex-Digital Illusions CE trabalhando lado a lado com o da Refraction Games projetaram e desenvolveram o Refractor 2 Engine para a famosa série de jogos de computador Battlefield (Battlefield 1942, Battlefield Vietnam, Battlefield Heroes, Battlefield 2, Battlefield 2142).